# Postawna
Postawna je vrchol ve Východních Sudetech, v Rychlebských horách, v Dolnoslezském vojvodství v Polsku, nacházející se 200 metrů od české hranice.
Ve vrcholovém pásmu hory pramení řeka Biała Lądecka. Postawna je jedním ze 31 vrcholů Koruny polských Sudet, avšak na vrchol nevede žádná značená cesta.
Vrchol se nachází na rozvodí Baltu a Černého moře. 